# Redshift (logiciel)
Pour les articles homonymes, voir Redshift (homonymie).
Redshift est un logiciel libre qui ajuste la température de couleur d'un écran d'ordinateur en fonction du moment de la journée pour réduire la fatigue oculaire. Directement inspiré du logiciel f.lux, Redshift a été conçu pour offrir aux utilisateurs des systèmes GNU/Linux les fonctionnalités manquantes dans la version de f.lux destinée aux systèmes GNU/Linux, nommée xflux, telles qu'une interface graphique, la gestion de la température de couleur durant la journée, etc.

## Fonctionnement
Redshift peut être utilisé pour choisir la température de couleur ou pour l'adapter en continu en suivant l'élévation du soleil, déterminée par la position.